# Makoura Keita
Makoura Keita (* 1. November 1994 in Fria) ist eine guineische Sprinterin.

## Sportliche Laufbahn
Erste Erfahrungen bei internationalen Meisterschaften sammelte Makoura Keita 2015 bei den Afrikaspielen in Brazzaville, bei denen sie im 100-Meter-Lauf und über 200 Meter mit 12,80 s und 26,09 s in der ersten Runde ausschied. Dank einer Wildcard durfte sie im Jahr darauf über 100 Meter erstmals an den Olympischen Spielen in Rio de Janeiro teilnehmen, bei denen sie aber mit 12,66 s in der Vorrunde ausschied. 2019 nahm sie erneut an den Afrikaspielen in Rabat teil und schied dort mit 12,75 s in der Vorrunde aus.

## Persönliche Bestzeiten
- 100 Meter: 12,66 s (+0,9 m/s), 12. August 2016 in Rio de Janeiro
- 200 Meter: 26,09 s (−0,8 m/s), 16. September 2015 in Brazzaville